# Camilla Spira
Camilla Spira (Amburgo, 1º marzo 1906 – Berlino, 25 agosto 1997) è stata un'attrice tedesca.

## Vita privata
Era figlia d'arte, suo padre era l'attore austriaco Fritz Spira, deceduto nel 1943 in un campo di concentramento in Voivodina. Anche sua madre Lotte Spira e sua sorella Steffie Spira erano attrici.

## Filmografia parziale
- Die lustigen Musikanten, regia di Max Obal (1930)
- Grün ist die Heide, regia di Hans Behrendt (1932)
- Il testamento del dottor Mabuse (Das Testament des Dr. Mabuse), regia di Fritz Lang (1933)
- Die lustigen Weiber von Windsor, regia di Georg Wildhagen (1950)